# Iliturgi
Iliturgi (łac. Dioecesis Iliturginus) – stolica historycznej diecezji w Hiszpanii, istniejącej w pierwszych wiekach. 
Współczesne miasto Mengíbar we wspólnocie autonomicznej Andaluzji. Obecnie katolickie biskupstwo tytularne ustanowione w 2009 przez papieża Benedykta XVI.

## Biskupi tytularni
| Lp. | Biskup                  | Funkcja                                          | Od                  | Do               |
| --- | ----------------------- | ------------------------------------------------ | ------------------- | ---------------- |
| 1   | Ángel Fernández Collado | biskup pomocniczy Toledo (Hiszpania)             | 28 czerwca 2013     | 25 września 2018 |
| 2   | Gábor Mohos             | biskup pomocniczy Ostrzyhomia-Budapesztu (Węgry) | 4 października 2018 |                  |